# Casapesenna
Casapesenna község (comune) Olaszország Campania régiójában, Caserta megyében.

## Fekvése
A megye déli részén fekszik, Nápolytól 20 km-re északnyugatra valamint Caserta városától 20 km-re délnyugati irányban. Határai: Giugliano in Campania, San Cipriano d’Aversa, Villa Literno, San Marcellino, Trentola-Ducenta és Villa di Briano.

## Története
Első írásos említése 964-ből származik. A következő századokban nemesi birtok volt. A 19. század elején, amikor a Nápolyi Királyságban felszámolták a feudalizmust, San Cipriano d’Aversa része lett. 1973-ban vált önálló községgé. 

## Népessége
A népesség számának alakulása:

## Főbb látnivalói
- Palazzo Ducale
- Santa Croce-templom